# Manuscrito de Göttingen
Manuscrito de Göttingen é um documento sobre enxadrismo, escrito em latim, contendo estudos sobre aberturas e problemística, atribuído ao teórico espanhol Lucena.
O famoso “Manuscrito de Göttingen”, redigido em Latim, foi publicado entre 1471 e 1505. Esta preciosidade é composta por 33 folhas, sendo considerado o mais antigo trabalho inteiramente escrito sobre o xadrez moderno. As primeiras 15 folhas são dedicadas às seguintes aberturas: Defesa de Damiano; Defesa Philidor: (com um estudo favoráveis a quem joga de brancas); Defesa Russa; Abertura de Bispo, (com um estudo da partida espanhola, com a Defesa Clássica, na variante Ponziani); Defesa Philidor,(com um exemplo favorável às brancas, com o gambito aceite); o Sistema de Londres com a variante de Mason; A Abertura de Bird e a Abertura Inglesa. Como esta obra apresenta algumas semelhanças com o livro de Lucena, e como não refere as regras que antes dominavam o jogo, levou os especialistas a sugerir um xadrezista espanhol ou português, deste período, como sendo autor do manuscrito. Esta obra é propriedade da universidade alemã de Göttingen. 
in "Gli Scacchi" de Francesco Colella.
Publicada por J. M. Teixeira em 00:28:00       Obs: Copiado em  http://clubedexadrezafonsino.blogspot.com/2010/12/o-manuscrito-de-gottingen-195.html